# Landwehrbach (Große Aue)
Der Landwehrbach ist ein linker Zufluss der Großen Aue im Nordosten Nordrhein-Westfalens.

## Verlauf
Der Bach entspringt in einem aus mehreren Quellen bestehendem Quellgebiet südöstlich des Gipfels des Offelter Berges und westlich des Gipfels des Limbergs im Naturschutzgebiet Limberg und Offelter Berg. Die Hauptquelle liegt etwa 200 m südwestlich der Schwedenschanze und nur etwa 200 m nördlich des Naturdenkmals Feuerlöschteich Balkenkamp. Nur wenige hundert Meter weiter östlich entspringt der Große Dieckfluss. Die Oberläufe des Landwehrbaches fließen in grob nordöstlicher Richtung zunächst durch waldbestandene Kerbtäler. Beim Vorwerk speist der Bach mehrere Fischteiche. Nach rund 1,5 km unterquert er die Bundesstraße 65 auf 70 m. Kurz darauf wird sein Gefälle geringer; der Bach erreicht die flache Norddeutsche Tiefebene. Nach etwa 3,5 Kilometern mündet der Landwehrbach auf etwa 53,5 m in die Große Aue.

## Bezeichnung
Ob, wie der Name nahelegt, der Bach Teil einer Landwehr war lässt sich nicht belegen. Er verlief jedoch unweit der Grenzen der historischen Territorien Ravensberg, Osnabrück und Minden. Zumindest im Oberlauf nahe der Schwedenschanze, der Burg Limberg und deren Vorwerk am Landwehrbach war eine solche Funktion zumindest denkbar. Für 1533 ist bekannt, dass der Bach die Grenze zwischen Ravensberg und Minden bildete.